# Stevie Schmiedel

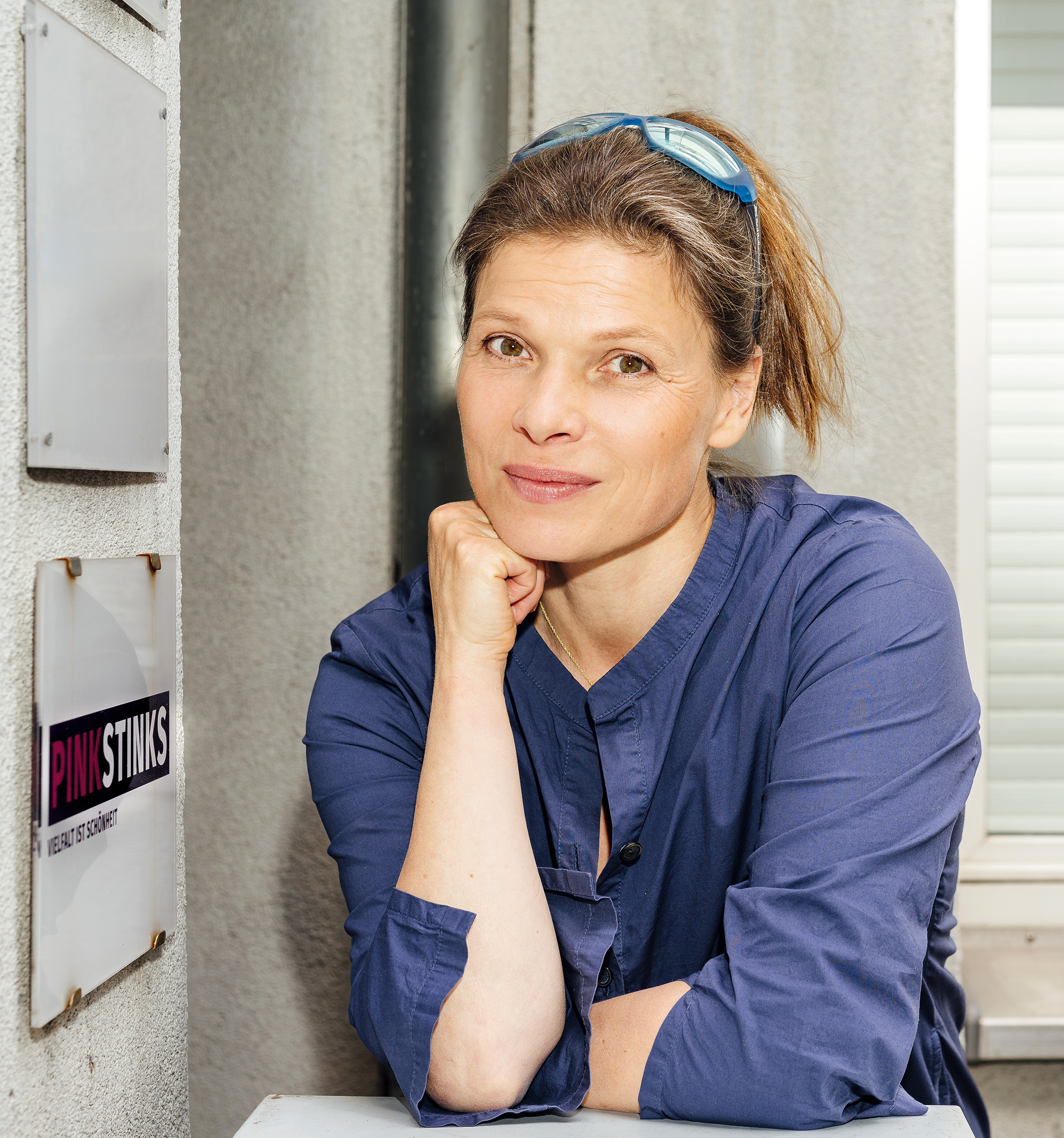
Stevie Schmiedel 2022 in Hamburg

Stevie Meriel Schmiedel (* 1971) ist eine deutsch-britische Genderforscherin, Autorin und Aktivistin. Sie ist Gründerin und ehemalige Vorsitzende des eingetragenen Vereins Pinkstinks Germany (wörtlich: pink stinkt). 

## Leben
Stevie Schmiedels Mutter ist Britin. Schmiedel studierte Sozialanthropologie und Kommunikationswissenschaften an der Universität London. Nach einigen Medienjobs wurde sie an der University of Nottingham in Gender Studies (Geschlechterforschung) promoviert.
Sie lehrte als Dozentin an der Universität Hamburg und an der Evangelischen Hochschule für Soziale Arbeit & Diakonie in Hamburg (Das Rauhe Haus).
Im Jahr 2012 gründete Schmiedel nach dem Vorbild der britischen Organisation pinkstinks den eingetragenen Verein Pinkstinks Germany als Bildungs- und Protestorganisation gegen Sexismus. Bis 2020 war sie 1. Vorstandsvorsitzende, Redaktionsleiterin und Pressesprecherin des Vereins. Sie war aktiv beim Fundraising, im Marketing, bei Kampagnen, als Texterin und in der Geschäftsführung. Im August 2020 gab sie den Vorstandsvorsitz und die Geschäftsführung von Pinkstinks Germany ab, blieb aber Ansprechpartnerin für die Presse und freie Kreativdirektorin beim Verein. Bis September 2022 schied sie schrittweise aus dem Geschäftsbetrieb aus.
2025 erhielt Schmiedel das Bundesverdienstkreuz am Bande.
Schmiedel ist verheiratet und hat Kinder.

## Veröffentlichungen und Bücher
- 2004: Contesting the Oedipal legacy: Deleuzean vs. Psychoanalytic Feminist Critical Theory. Lit, Münster, ISBN 3-8258-7326-9.
- 2006: als Herausgeberin zusammen mit Annette Geiger, Stefanie Rinke, Hedwig Wagner: Wie der Film den Körper schuf: Ein Reader zu Gender und Medien. VDG, Weimar, ISBN 3-89739-510-X.
- 2012: Gott ist kein Mann: Texte zur theologischen Geschlechterforschung (= Impulse. Band 18). Kleine Verlag, Bielefeld / Grünwald, ISBN 978-3-937461-92-2.
- 2015: Pink für Alle! Der neue feministische Protest gegen Sexismus in Werbung und Spielzeug. Pinkstinks Germany, Hamburg, ISBN 978-3-945881-00-2.
- 2019: Wie verbreitet ist Sexismus in der Werbung in der Bundesrepublik Deutschland und was sollten wir dagegen tun? Pinkstinks Germany, Hamburg
- 2020: Rosa für Alle? Gendersensible Erziehung in der Kindertagesstätte und Zuhause. Pinkstinks Germany, Hamburg
- 2021: Schule gegen Sexismus: Das Arbeitsheft. Ein Projekttag zum Thema Geschlechter-Stereotype, Vorurteile und sexuelles Mobbing für die Mittelstufe. Pinkstinks Germany, Hamburg, ISBN 978-3-945881-04-0.
- 2021: Beton ohne Brüste: Tipps für diskriminierungsfreie Kommunikation in Industrie, Handel und Handwerk. Pinkstinks Germany, Hamburg, ISBN 978-3-945881-04-0 (Redaktion und Einführung)
- 2023: Stevie Meriel Schmiedel: Jedem Zauber wohnt ein radikaler Anfang inne: warum uns ein bisschen Genderwahn guttut. Kösel, München 2023, ISBN 978-3-466-37302-4.